# Muhammad Awwad
Muhammad Awwad (hebr. ‏מוחמד עואד‎, arab. ‏محمد عواد‎; ur. 9 czerwca 1997 w Tamrze) – izraelski piłkarz arabskiego pochodzenia występujący na pozycji napastnika w Maccabi Petah Tikwa.

## Kariera klubowa
Grę w piłkę nożną rozpoczął w akademii klubu Maccabi Hajfa. 6 września 2014 zaliczył pierwszy występ na poziomie seniorskim w meczu z Bene Sachnin (1:1) w Pucharze Ligi (Toto Cup). W sezonie 2014/15 z 21 bramkami zdobył tytuł króla strzelców Ligat ha’Al U-21. W sezonie 2015/16 wywalczył młodzieżowe mistrzostwo kraju oraz kolejny tytuł króla strzelców, ustanawiając rekord 30 strzelonych goli. Latem 2016 roku został przez trenera René Meulensteena włączony do kadry pierwszego zespołu. 10 września 2016 zadebiutował w seniorskiej Ligat ha’Al w spotkaniu z Bene Jehuda Tel Awiw (1:1) i zaczął pełnić od tego momentu rolę rezerwowego napastnika. 1 kwietnia 2017 zdobył pierwszego gola w izraelskiej ekstraklasie w meczu przeciwko Beitarowi Jerozolima, wygranym 3:2. W lipcu 2019 roku zadebiutował w europejskich pucharach w dwumeczu z NŠ Mura (2:0, 3:2) w kwalifikacjach Ligi Europy 2019/20, w którym zdobył dwie bramki.
We wrześniu 2020 roku Awwad przedłużył o 3 lata umowę z Maccabi Hajfa i wkrótce po tym został wypożyczony na 10 miesięcy do Lecha Poznań. 20 września zaliczył pierwszy występ w Ekstraklasie w wygranym 1:0 spotkaniu z Wartą Poznań. 25 października zdobył jedyną bramkę w polskiej lidze w meczu z Cracovią (1:1). W lutym 2021 roku, z powodu kontuzji Nikity Rukavytsyi, jego wypożyczenie zostało skrócone. W barwach Lecha zaliczył łącznie 9 ligowych występów, w których zdobył 1 gola oraz 6 gier w fazie grupowej Ligi Europy 2020/21.
W sezonie 2020/21 Awwad wywalczył z Maccabi Hajfa mistrzostwo Izraela. We wrześniu 2021 roku został na zasadzie rocznego wypożyczenia zawodnikiem Maccabi Petah Tikwa.

## Kariera reprezentacyjna
W sierpniu 2015 roku rozegrał dwa towarzyskie mecze w reprezentacji Izraela U-19. W latach 2017–2018 zaliczył dwa występy w kadrze U-21 w eliminacjach Mistrzostw Europy 2019. W październiku 2018 roku został powołany przez Andreasa Herzoga do seniorskiej reprezentacji Izraela na mecze ze Szkocją (2:1) i Albanią (2:0) w Lidze Narodów.

## Sukcesy

### Zespołowe
Maccabi Hajfa
- mistrzostwo Izraela: 2020/21

Maccabi Hajfa U-21
- mistrzostwo Izraela: 2015/16

### Indywidualne
- król strzelców Ligat ha’al LeNoar: 2014/15 (21 goli), 2015/16 (30 goli)